# Tabanus siamensis
Tabanus siamensis är en tvåvingeart som beskrevs av Ricardo 1911. Tabanus siamensis ingår i släktet Tabanus och familjen bromsar. Inga underarter finns listade i Catalogue of Life.